# Пельгрен, Реймон
Реймон Пельгрен (фр. Raymond Pellegrin; 1 января 1925, Ницца, Франция — 14 октября 2007, Гарон, Гар, Франция; имя при рождении Реймон Луи Пилад Пеллегрини (фр. Raymond Louis Pilade Pellegrini) — французский актёр театра, кино и телевидения, сыгравший в общей сложности около 140 ролей. Много снимался за пределами Франции (США, Италия).

## Биография
Реймон Пельгрен родился 1 января 1925 года в Ницце, где его отец Аттилий работал ресторатором. Он умер, когда Реймону было 14 лет. Реймону пришлось окончить школу и найти работу, чтобы поддерживать свою мать. В этот период он брался за различную работу, но нашёл своё призвание, когда принял участие в драматических курсах Пьерреты Кайоль (фр. Pierrette Caillol). В то время в Ницце находилось много кинематографистов, которые бежали из оккупированного немцами Парижа. Муж Кайоль, кинорежиссёр Иван Ноэ, предложил 16-летнему Пельгрену небольшую роль в своём фильме «Шесть девочек в белом» (1941), где он снялся с Жаном Мюра и Жанин Дарси. Через год Реймон Пельгрен дебютировал на сцене Дворца Средиземного моря (фр. Palais de la Méditerranée) в Ницце в комедийной постановке «Президент Одукер» (фр. Le président Haudecoeur) режиссёра Роже Фердинанда. В 1943 году он появился в театре Монако в спектакле «Это было в июле», где был замечен драматургом и режиссёром Марселем Паньолем, который оценил талант молодого актёра и пригласил его в 1945 году для участия в постановке своей пьесы «Топаз» в Театре Пигаль (фр. Théâtre Pigalle) в Париже . В следующем году Паньоль дал Пельгрену роль в спектакле «Сезар» в Театре Варьете (фр. Théâtre des Variétés).
В 1945 году сыграл небольшую роль в фильме Жака де Барронселли «Нищенка Мари». Однако считается, что Пельгрен по-настоящему дебютировал в кино ролью Фредерика Ростана в драме «Наис» режиссёров Марселя Паньоля и Раймона Лебурсье с Фернанделем в главной роли, поставленного в том же году по мотивам произведений Эмиля Золя. Его актёрским прорывом в кино стала роль смертника ожидающего казни совершившего убийство на почве вендетты Джино Боллини в драматическом фильме режиссёра Андре Кайатта «Все мы убийцы» (1952), который был отмечен Специальным призом жюри 5-го Каннского международного кинофестиваля. Кроме Марселя Паньоля, вторым важным наставником Пельгрена в профессии был драматург и режиссёр Саша Гитри, который поручил ему роль Наполеона в своём фильме «Наполеон: путь к вершине» 1955 года. Пельгрен также много снимался в криминальных картинах и фильмах жанра нуар, в том числе у такого известного постановщика фильмов на криминальную тематику как Жан-Пьер Мельвиль («Второе дыхание»).
Пельгрен, который по мнению актёра Доминика Зарди имел «самый красивый голос во французском кино», озвучил роль Фантомаса, сыгранную Жаном Маре в трилогии Андре Юнебеля «Фантомас» (1964), «Фантомас разбушевался» (1965) и «Фантомас против Скотланд-Ярда» (1967). По мнению Андрея Шарого, который занимается исследованием феномена Фантомаса в культуре, во-многом успех фильма у французского зрителя можно объяснить талантом Пельгрена. Художественный эффект в пародийной трилогии достигается благодаря глубине, реалистичности голоса Фантомаса не являющегося карикатурным, а наоборот представляющий сверхпреступника в его ужасном обличье, что вступает в противоречие с визуальными и сюжетными особенностями фильма.
Реймон Пельгрен снимался также у таких режиссёров, как Ральф Хабиб, Луиджи Дзампа, Ив Аллегре, Анри Декуен, Жан Деланнуа, Альберто Латтуада, Сидни Люмет, Клод Лелуш и др. Пельгрен за время своей продолжительной актёрской карьеры сыграл роли в почти 140 кино-, телефильмах и сериалах. Его последнее появление на экране было в комедийном телевизионном фильме «Заметки о смешном» (2002, реж. Даниель Лосс), являющегося адаптацией сюжета Марселя Паньоля.
Реймон Пельгрен умер 14 октября 2007 года в Гарон, департамент Гар в возрасте 82 лет через восемь месяцев после смерти своей жены Жизель. Похоронен на кладбище в Сийан-ла-Каскад в департаменте Вар со своей женой Жизель.

## Личная жизнь
Реймон Пельгрен был дважды женат. С 1949 до 1955 года он состоял в браке с французской актрисой Дорой Долл, которая родила от него своего первенца — дочь Даниэль Пельгрен. С 1955 года его женой до её смерти в 2007 году была французская актриса Жизель Паскаль. Родившаяся в этом браке их дочь Паскаль — также стала актрисой.

## Избранная фильмография

### Кинематограф
| Год  |   | Русское название              | Оригинальное название                 | Роль                        |
| ---- | - | ----------------------------- | ------------------------------------- | --------------------------- |
| 1941 | ф | Шесть девочек в белом         | Six petites filles en blanc           | молодой человек             |
| 1945 | ф | Нищенка Мари                  | Marie la Misère                       | Жорж                        |
| 1945 | ф | Наис                          | Naïs                                  | Фредерик Ростан             |
| 1946 | ф | Иерихон                       | Jericho                               | Пьер, сын аптекаря          |
| 1947 | ф | Женщина в красном             | La femme en rouge                     | Жан Тале                    |
| 1947 | ф | Легавый                       | Un flic                               | Жорж Монье                  |
| 1947 | ф | Бриллиант за пять франков     | Le diamant de cent sous               | Тони                        |
| 1951 | ф | Виновен?                      | Coupable?                             | Ноэль Порталь               |
| 1951 | ф | Бродяга миллиардер            | Le clochard milliardaire              | Анри Лепланш                |
| 1952 | ф | Все мы убийцы                 | Nous sommes tous des assassins        | Джино Боллини               |
| 1952 | ф | Три женщины                   | Trois femmes                          | Жюльен                      |
| 1952 | ф | Запретный плод                | Le Fruit défendu                      | Октаве                      |
| 1952 | ф | Манон с источника             | Manon des sources                     | учитель                     |
| 1952 | ф | Ночные компаньоны             | Les Compagnes de la nuit              | Жо Верлье                   |
| 1954 | ф | Римлянка                      | La Belle Romaine                      | Астарита                    |
| 1954 | ф | Интриганки                    | Les Intrigantes                       | Андреас                     |
| 1954 | ф | Большая игра                  | La Belle Romaine                      | Марио                       |
| 1955 | ф | Уличный свет                  | La lumière d'en face                  | Жорж Марсо                  |
| 1955 | ф | Наполеон: путь к вершине      | Napoléon                              | Наполеон Бонапарт           |
| 1956 | ф | Закон улиц                    | La Loi des rues                       | Жо-Грек                     |
| 1957 | ф | До последнего                 | Jusqu'au dernier                      | Фернан Бастиа               |
| 1958 | ф | Целительный отвар             | La bonne tisane                       | доктор Ожеро                |
| 1960 | ф | Собачий пикник                | Chien de pique                        | Робер                       |
| 1962 | ф | Вид с моста                   | Vu du pont                            | Марко                       |
| 1962 | ф | Парижские тайны               | Les mystères de Paris                 | барон де Лансиньяк          |
| 1962 | ф | Имперская Венера              | Venere Imperiale                      | Наполеон Бонапарт           |
| 1964 | ф | Вот конь блед                 | Behold a Pale Horse                   | Карлос                      |
| 1964 | ф | Фантомас                      | Fantômas                              | озвучание (голос Фантомаса) |
| 1965 | ф | Фантомас разбушевался         | Fantômas se déchaîne                  | озвучание (голос Фантомаса) |
| 1966 | ф | Второе дыхание                | Le Deuxième Souffle                   | Поль Риччи                  |
| 1967 | ф | Фантомас против Скотланд-Ярда | Fantômas contre Scotland Yard         | озвучание (голос Фантомаса) |
| 1967 | ф | Возвращение Монте-Кристо      | Sous le signe de Monte-Cristo         | Морсер                      |
| 1971 | ф | Прыжок ангела                 | Le saut de l'ange                     | Диего Альварес              |
| 1971 | ф | Львиная доля                  | La Part des lions                     | Маркатти                    |
| 1973 | ф | По прозвищу Громила           | Un cop hors-la-loi                    | адвокат Де Риббис           |
| 1974 | ф | Ответ знает только ветер      | Die Antwort kennt nur der Wind        | Лакросс, комиссар полиции   |
| 1976 | ф | Скандал                       | Scandalo                              | Профессор Анри Мишу         |
| 1977 | ф | Антонио Грамши: Тюремные дни  | Antonio Gramsci: i giorni del carcere |                             |
| 1980 | ф | Преступники в ночи            | Le Bar Du Téléphone                   | Робер Перес                 |
| 1981 | ф | Одни и другие                 | Les Uns Et Les Autres                 | Реймон                      |
| 1984 | ф | Пусть живёт жизнь             | Viva la vie                           | Баррет                      |
| 1986 | ф | Жубиаба                       | Jubiabá                               | командир                    |
| 1988 | ф | Дон Боско                     | Don Bosco                             | Пий IX                      |

### Телевидение
| Год  |   | Русское название                                                      | Оригинальное название                   | Роль              |
| ---- | - | --------------------------------------------------------------------- | --------------------------------------- | ----------------- |
| 1961 | ф | Камера исследует время                                                | La caméra explore le temps              | Наполеон          |
| 1990 | ф | Расследования комиссара Мегрэ / Эпизод № 88 (Мегрэ в Нью-Йорке, 1990) | Les enquêtes du commissaire Maigret     | Джон Маура        |
| 1976 | ф | Комиссар Мулен                                                        | Commissaire Moulin                      | Нойбауер          |
| 1980 | ф | Доктор Тейран                                                         | Docteur Teyran                          | комиссар Ториньи  |
| 1981 | ф | Человек из Гамбурга                                                   | L'homme de Hambourg                     | Альфонс Галле     |
| 1984 | ф | Луизиана                                                              | Louisiana                               | Морли             |
| 1985 | ф | Шатавайон                                                             | Châteauvallon                           | Альбертас Ковалик |
| 1989 | ф | Охранник                                                              | Der Leibwächter                         | Серж Мазра        |
| 1989 | ф | Жанна д'Арк. Власть и невинность                                      | Jeanne d'Arc, le pouvoir de l'innocence | Кошон             |
| 2002 | ф | Заметки о смешном                                                     | Notes sur le rire                       | Реймон Бланшар    |